# Friedrich Donath
Friedrich Hugo Donath (* 30. März 1908 in Helbigsdorf; † 7. Dezember 1985 in Rostock) war ein deutscher Historiker und Germanist. Er war ab 1961 Professor für Methodik des Geschichtsunterrichts an der Universität Rostock und ab 1967 Professor für Geschichtsmethodik an der Deutschen Hochschule für Körperkultur in Leipzig.

## Leben
Donath stammte aus dem sächsischen Erzgebirge und war der Sohn eines Tischlergehilfen. Nach dem Schulbesuch absolvierte er in Olbernhau eine Lehre zum Buchdrucker, danach ging er auf die Walz. Ab 1928 war er Mitglied der SPD (bis 1945) und in verschiedenen Orten als Buchdrucker tätig, bevor er 1938 in Berlin das Abitur nachholte. Anschließend besuchte er die Hochschule für Lehrerbildung in Hamburg und trat dann ein Lehramtsstudium in Berlin an. 1940 erfolgte seine Einberufung zur Wehrmacht. Er nahm bis 1943 am Zweiten Weltkrieg teil und verlor den linken Arm, bevor er in Wien sein Studium fortsetzte.
Ab 1945 war er Dozent für Geschichte für die Neulehrerausbildung an der Technischen Hochschule Dresden und trat in die KPD ein, mit der er durch die Zwangsvereinigung von SPD und KPD 1946 Mitglied der SED wurde. 1948 ging er als wissenschaftlicher Assistent an die Universität Leipzig, wo er 1951 mit der Dissertation Ein Wendepunkt in der Weimarer Republik promovierte. 1960 legte er in Leipzig seine Habilitationsschrift zum Thema Untersuchungen zur Erlangung maximaler Bildungsergebnisse im Geschichtsunterricht der 7. Klassen vor.
Von 1961 bis 1967 war Friedrich Donath Professor für Methodik des Geschichtsunterrichts an der Universität Rostock, nachdem sein Vorgänger Walter Schöler die DDR verlassen hatte. Sein Konzept im Sinne einer effektiveren sozialistischen Erziehung lag in der Zusammenlegung des Historischen Instituts mit dem Institut für Geschichtsmethodik, das aus dem Pädagogischen Institut ausschied. Wegen des angespannten Verhältnisses zum autoritär auftretenden Donath verließ der Institutsmitarbeiter Herbert Mühlstädt die Universität. 1967 wechselte Donath als Professor für Geschichtsmethodik an die Deutsche Hochschule für Körperkultur in Leipzig. Er gehörte zur ersten Generation der fachfremden Hochschullehrer der DHfK. 1973 wurde Friedrich Donath emeritiert.

## Schriften (Auswahl)
- Lenin in Leipzig, Berlin 1958.
- Unterrichtsmethoden im Geschichtsunterricht. Zum System der Unterrichtsmethoden im Geschichts- und Staatsbürgerkundeunterricht, Berlin 1960.
- Bürgerliche oder sozialistische Heimat?. In: Sächsische Heimatblätter, 6, 1960, Nr. 5, S. 258–260.
- Begriffsbildung im Geschichtsunterricht, Berlin 1962.
- Auf Lenins Spuren in Deutschland, Berlin 1970.
- Grundfragen der ideologischen Erziehung im Geschichtsunterricht, Leipzig 1970.

## Ehrungen in der DDR
- 1957 Medaille für Ausgezeichnete Leistungen
- 1957 Pestalozzi-Medaille in Bronze
- 1960 Ehrennadel der Gesellschaft für Deutsch-Sowjetische Freundschaft in Silber
- 1962 Johannes-R.-Becher-Medaille in Gold
- 1966 Pestalozzi-Medaille in Silber
- 1968 Vaterländischer Verdienstorden